# 大波扎爾尼亞
50°13′12″N 34°28′12″E / 50.22000°N 34.47000°E
大波扎爾尼亞（烏克蘭語：Велика Пожарня），是烏克蘭中部的村莊，隸屬波爾塔瓦州的波爾塔瓦區。該村距離基洛奇基和赫馬里夫卡0.5公里，面積1.41平方公里，海拔高度173米，2001年人口136。